# Tipula cornicula
Tipula cornicula är en tvåvingeart som beskrevs av Pierre 1922. Tipula cornicula ingår i släktet Tipula och familjen storharkrankar.
Artens utbredningsområde är Marocko. Inga underarter finns listade i Catalogue of Life.